# Auguste Jouhaud
Pour les articles homonymes, voir Jouhaud.
Œuvres principales
- Un voyage à Melun (1842)
- La Fauvette : opéra-comique
- Les Hussards de la République
- La Folle de Waterloo
- Un mari en location
- L'Amour au village : opérette
- Mes petits mémoires

Auguste Jouhaud, né le 6 octobre 1805 à Bruxelles et décédé le 27 février 1888 à Paris 10e, est un écrivain et dramaturge belge. 

## Biographie
Né d'un père magistrat originaire de Limoges, il est apparenté à l'émailleur et pastelliste Léon Jouhaud. Ecrivain prolifique, Auguste Jouhaud est l'auteur de plus de six cents pièces de théâtre.

## Œuvres
- 1823 : Les Petits prisonniers, ou l'Anneau du Grand Frédéric, comédie en 1 acte
- 1824 : La Chaumière de Clichy, vaudeville anecdotique en un acte
- 1825 : Le Jour de l'an, ou les Deux Justin, à-propos, vaudeville en 1 acte
- 1842 : Un Voyage à Melun
- 1847 : Catherine 3/6, vaudeville en trois actes, parodie de La Reine Margot d'Alexandre Dumas, avec Salvat et Barthélemy Jarnet
- 1847 : Son portrait !, vaudeville en 1 acte, avec Jules Belamy